# Sidetracked
Sidetracked er et studiealbum udgivet i 2005 af den danske jazzguitarist Jakob Bro. Jakob Bro modtog for udgivelsen to Danish Music Awards - en for Årets Danske Jazzudgivelse og en for Årets Danske Cross-over Jazzudgivelse.

## Trackliste
1. Introduction
2. The Dark Side
3. Three to See the King
4. A Head Full of Stars
5. Freedom Beach
6. Sleep
7. Out of Time
8. Dear Old South
9. Hometown Melodies
10. Green sky
11. Twilight Detour

## Line up
- Mark Turner (Tenorsax)
- Chris Cheek (Tenorsax)
- Chris Speed (Tenorsax og klarinet)
- Jakob Bro (guitar)
- Ben Street (bas)
- Jonas Westergaard (bas)